# Colobogaster embrikiella
Colobogaster embrikiella es una especie de escarabajo del género Colobogaster, familia Buprestidae. Fue descrita científicamente por Obenberger en 1936.